# Christian Manen

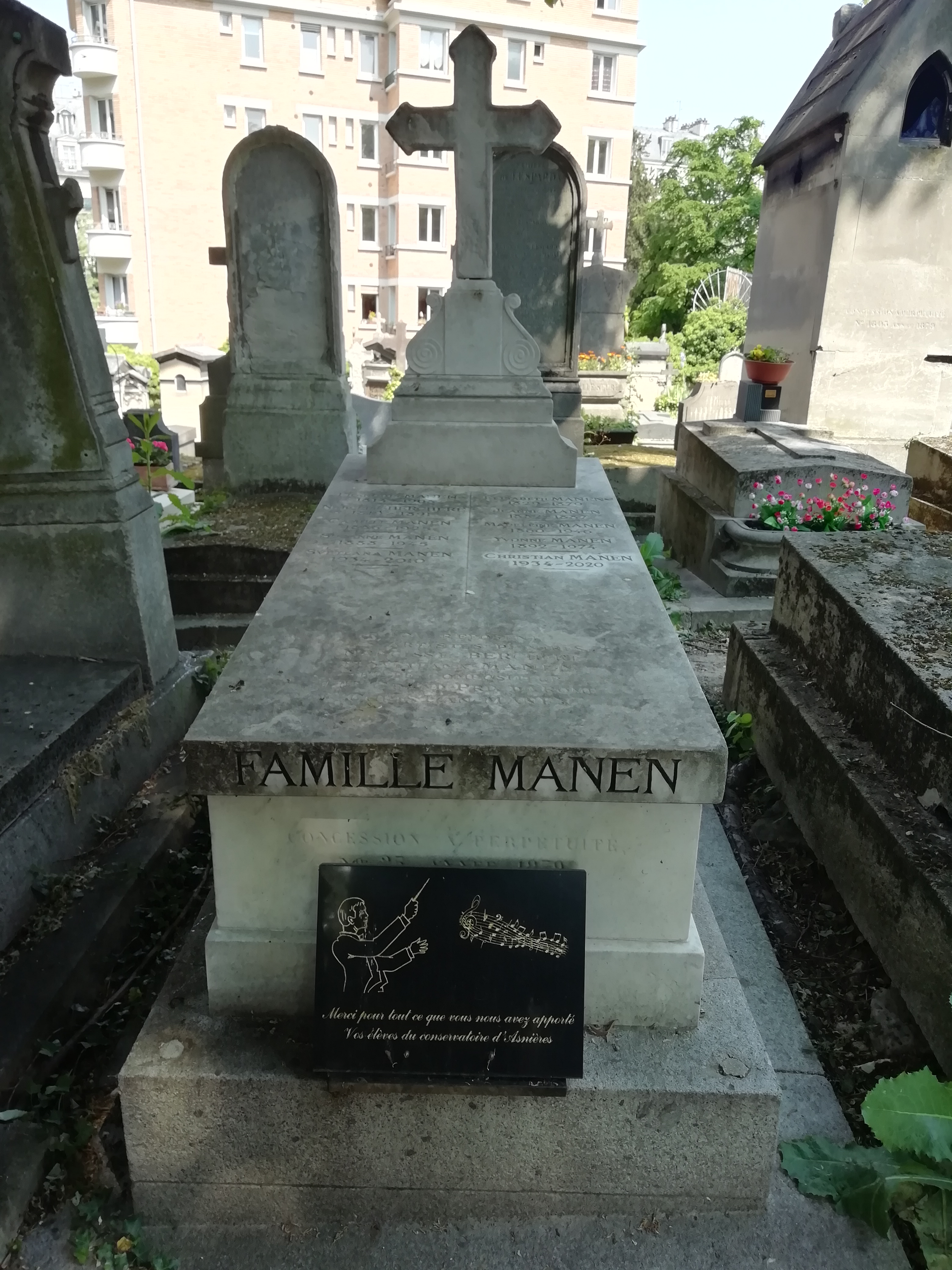
Grab von Christian Manen auf dem Friedhof Père-Lachaise

Christian Manen (* 3. Juli 1934 in Boulogne-Billancourt; † 11. September 2020) war ein französischer Komponist und Musikpädagoge.

## Werdegang
Manen studierte am Konservatorium von Nizza und zwischen 1949 und 1961 am Conservatoire de Paris. Hier war er Schüler von Berthe Duru (Solfège), Jules Gentil (Klavier), Félix Passerone (Schlagzeug), Marcel Dupré und Rolande Falcinelli (Orgel und Improvisation), Louis Fourestier (Orchesterleitung), Noël Gallon (Kontrapunkt und Fuge), Henri Challan (Harmonielehre), Norbert Dufourcq (Musikgeschichte) und Tony Aubin (Komposition). 1961 gewann er mit der Kantate La Loreley den Premier Grand Prix de Rome. Daran schloss sich bis 1965 der mit dem Preis verbundene Aufenthalt in der Villa Medici in Rom an.
Bereits ab 1954 unterrichtete Manen am Konservatorium von Asnières, ab 1965 war er außerdem Professor am Conservatoire de Paris. Daneben unterrichtete er auch am Conservatoire Supérieur de Paris (CNR) und anderen Musikschulen, darunter an der École supérieure de musique César-Franck. Ab 1985 gab er regelmäßig Vorlesungen bei der Académie Internationale d'Été de Nice. Zu seinen Schülern zählten unter anderen Thierry Escaich, Pascal Devoyon, Nicolas Bacri, Pascal Godart, Raphaël Sanchez, Rémi Guillard, Alexandre Tharaud und Cédric Tiberghien.
1970 gründete er das Orchestre des Cadets d'Asnières, das er bis 1999 leitete und mit dem er fast einhundert Konzerte in Paris, ganz Europa und den USA gab. Mehrere Jahre leitete er auch das türkische Nationalorchester in Istanbul. Außerdem wirkte er als Organist an zahlreichen Kirchen von Paris und gehörte seit 1960 der Union des Maîtres de Chapelle et Organistes an. 1999 zog er sich von der Lehrtätigkeit zurück.
Manen komponierte etwa 140 Werke, darunter Orchester- und Kammermusik, Motetten und andere Chor- und Vokalwerke und musikpädagogische Stücke. 